# Уровень жизни в Израиле
Уровень жизни Израиля значительно выше, чем во всех других странах региона, равен странам Европы и сопоставим с другими высокоразвитыми странами. Израиль занял 19-е место из 189 стран по Индексу человеческого развития ООН за 2019 год, что указывает на «очень высокий» уровень развития. Всемирный банк считает Израиль страной с высоким уровнем дохода. В Израиле также очень высокая ожидаемая продолжительность жизни при рождении. В 2024 году Израиль  занял 5-е место в Глобальном индексе счастья ООН и второе место по индексу молодежи.

## История
После создания Израиля в 1948 году и войны за независимость, которая началась сразу после этого, страна обнищала, и ей не хватало валютных резервов. В первый год после обретения независимости, уровень жизни несколько повысился. Израилю пришлось оправляться от последствий войны, и он столкнулся с волной массовой еврейской иммиграции из послевоенной Европы и стран Ближнего Востока, удвоив еврейское население за три года. Страна была финансово перегружена и столкнулась с глубоким экономическим кризисом. В результате был введен строгий режим жесткой экономии. Продукты питания, мебель и обувь были строго нормированы. Нормирование позволяло потреблять всего 1600 калорий в день, с дополнительными калориями для детей, пожилых людей и беременных женщин. На протяжении всего периода жесткой экономии уровень жизни сохранялся на приемлемом уровне, а режим строгого нормирования позволил израильскому правительству обеспечить, чтобы все население было надлежащим образом накормлено, одето и защищено.
В 1952 году Израиль и ФРГ подписали соглашение о репарациях. ФРГ согласилась выплатить Израилю финансовые репарации за Холокост, в конечном итоге выплатив более 3 миллиардов марок в течение 14 лет. Соглашение вступило в силу в 1953 году, когда поступили первые репарационные выплаты. В результате в том году было снято большинство ограничений жесткой экономии; некоторые оставались в силе и постепенно снимались в последующие годы. У семей, получавших репарационные выплаты, значительно повысился уровень жизни; в среднем они удвоили свои доходы.
На протяжении 1950-х годов Израиль в значительной степени зависел от репарационных выплат из ФРГ и от финансовых пожертвований евреев со всего мира. Израиль использовал эти источники для инвестиций в свою инфраструктуру и в проекты промышленного и сельскохозяйственного развития, что позволило стране стать экономически самодостаточной. Благодаря этой приверженности развитию в первые два десятилетия своего существования темпы экономического роста в Израиле превышали 10 % в год. Средний уровень жизни неуклонно рос; в период с 1950 по 1963 год расходы семьи со средней заработной платой выросли на 97 % в реальном выражении. В период с 1955 по 1966 год потребление на душу населения в Израиле выросло на 221 %, а в 1963 году 93 % населения имели электричество и 97 % водопровод.
С 1950 по 1976 год Израилю удалось повысить свой уровень жизни в три раза. Например, потребление животного белка на душу населения выросло с 32,2 до 49,4 грамма (1,14-1,74 унции) в день, в то время как за тот же период процент семей, имеющих электрический холодильник, увеличился с 2,4 % до 99,0 %. Семейная собственность на другие товары длительного пользования также продемонстрировала рост. С 1970 по 1976 год процент семей, владеющих газовой / электрической плитой и духовкой, вырос с 5 % до 51,8 %, а телевизором — с 49,7 % до 89,5 %. С 1957 по 1976 год процент семей, владеющих электрической стиральной машиной, вырос с 6,9 % до 74,6 %, а с 1955 по 1976 год процент семей, владеющих радиоприемником, вырос с 54,7 % до 84,2 %. Процент семей, владеющих автомобилем, также увеличился с 4,1 % в 1962 году до 31,2 % в 1976 году.
Одним из аспектов повседневной жизни в Израиле, который на долгие годы отличал его от большей части мира, было отсутствие телевидения, а затем и цветного телевидения. Телевидение было введено только в 1966 году в школах в качестве учебного пособия, а регулярные общественные передачи начались в 1968 году. Даже тогда все телевизионные передачи были черно-белыми, в то время как американские и европейские станции переходили на полномасштабные цветные передачи. Изначально цветная передача была запрещена из-за опасений социального неравенства, хотя обычные граждане нашли способы обойти этот запрет, и его постепенно вводили только около 1980 года.
В 1970-х годах уровень жизни в Израиле был сопоставим с уровнем жизни в некоторых западноевропейских странах. Однако в годы, последовавшие за войной Судного дня, экономический рост застопорился и возросла инфляция. Экономический рост составлял в среднем 0,4 % в год, а уровень жизни рос минимально и в конечном итоге полностью застопорился. Это продолжалось и в 1980-х годах; Израильская экономика находилась в тяжелом положении после финансового кризиса 1983 года, и её спас план экономической стабилизации 1985 года, который предусматривал рыночно-ориентированные реформы экономики Израиля, которая ранее жестко регулировалась. Несмотря на эти реформы, немедленного повышения качества жизни не произошло; к 1989 году уровень жизни в Израиле не повышался более десяти лет.
В дополнение к плану стабилизации 1985 года, массовая еврейская иммиграция из бывшего Советского Союза в 1990-е годы привела в Израиль много высокообразованных и квалифицированных иммигрантов, и израильское правительство проводило эффективную макроэкономическую политику. В результате Израиль пережил экономический бум, и уровень жизни вырос. В 2002 году уровень жизни в Израиле начал быстро расти, и разрыв между Израилем и многими другими западными странами в качестве жизни начал сокращаться.
В начале 2000-х годов уровень жизни в Израиле был сопоставим с уровнем жизни в Западной Европе. В 2006 году Израиль был оценен как страна с 23-м по величине качеством жизни в мире по Индексу развития человеческого потенциала . В 2010 году Израиль занимал 15-е место по качеству жизни. В 2011 году управляющий Банка Израиля Стэнли Фишер заявил, что уровень жизни в Израиле на две трети выше, чем в Соединённых Штатах.
В 2011 году по всей стране вспыхнули протесты за социальную справедливость из-за высокой стоимости жизни. В 2012 году в отчете, опубликованном Центром Тауба, говорилось, что, хотя уровень жизни в Израиле повышался, он повышался медленнее, чем в других западных странах.
В конце 2013 года правительство Израиля одобрило ряд мер по снижению высокой стоимости жизни в стране. Был принят закон о дроблении крупных конгломератов и прекращении экономической концентрации, чтобы стимулировать экономическую конкуренцию. Также был сформирован новый комитет для устранения импортных барьеров и снижения цен, что сделало их более сопоставимыми с ценами за рубежом.

## Статистика
Израиль занял 19-е место из 189 стран в рейтинге Индекса человеческого развития (ИРЧП) за 2019 год.
Страна заняла 4-е место из 155 стран в Отчете о мировом счастье .
По данным the Economist, по состоянию на 2022 и 2023 годы Израиль занимал 4-е место с самыми высокими показателями экономики.

## Современный уровень жизни

### Распределение богатства и доходов
Проведенный в 2013 году опрос Gallup о среднем доходе семьи среди стран (хотя и без учёта налогов и социальных отчислений), основанный на данных, собранных с 2006 по 2012 год, показал, что Израиль занимает 21-е место по величине среднего дохода семьи в мире.
Отчет Credit Suisse за 2014 год показал, что израильтяне процветают по мировым стандартам. Определяя «богатство» как финансовые ресурсы (наличные деньги, акции и облигации) и принадлежащую собственность с поправкой на вычет долга, отчет показал, что жители Израиля занимают шестое место по богатству в среднем на Ближнем Востоке и в Азиатско-Тихоокеанском регионе. В отчете также было обнаружено, что средний уровень благосостояния израильтян немного превышает средний уровень благосостояния европейцев. Однако было установлено, что национальное богатство распределяется несколько более несправедливо, чем в большинстве промышленно развитых стран, хотя распределение богатства было установлено на уровне некоторых промышленно развитых европейских стран и более справедливым, чем в Соединённых Штатах, где около 67,3 % национальных активов принадлежат самым богатым 10 % населения. Это примерно на одном уровне с некоторыми европейскими странами, включая Швецию, Австрию, Норвегию и Германию, а также Китай, Мексику и Саудовскую Аравию, в то время как богатство распределяется более справедливо в большинстве других европейских стран.
Согласно коэффициенту Джини, Израиль отличается высоким неравенством доходов и является одной из самых неравных среди 34 стран ОЭСР. В отчете Центра Тауба за 2014 год также было установлено, что Израиль уступает только Соединённым Штатам по неравенству в располагаемом доходе после налогов и государственных трансфертов среди 22 стран ОЭСР, основываясь на статистике середины 2000-х годов. Это противоречие может быть объяснено наличием чёрной и серой рыночных экономик, которые коэффициент Джини не учитывает. По некоторым оценкам, до четверти экономической активности в Израиле не сообщается налоговым органам и статистикам.
В отчете ОЭСР за 2015 год было обнаружено, что налоговое бремя Израиля было немного ниже среднего показателя по странам ОЭСР: израильтяне платили в среднем 31,4 % от своего дохода в виде налогов, что немного ниже среднего показателя по ОЭСР в 34,4 %, хотя это все ещё значительно выше налогового бремени в Соединенных Штатах, Мексике и Чили. В отчете также было установлено, что зарплаты в Израиле ниже, чем в среднем по ОЭСР.
Несмотря на высокий уровень благосостояния, основным фактором, влияющим на покупательную способность, является высокая стоимость жизни в Израиле, которая выше среднего показателя по ОЭСР. Считается, что это оказывает значительное влияние на средний и рабочий классы. Однако стоимость жизни снижается.
В январе 2021 года Битуах Леуми опубликовала отчет о бедности и неравенстве в Израиле, который показал, что в 2020 году за чертой бедности жили 1 980 309 израильтян — 23 % граждан Израиля и 31,7 % израильских детей. Среди еврейского населения эта доля составляла 17,7 %, а в ультраортодоксальном секторе — 49 %. Среди арабского населения она составляла 35,8 %. Одни только пособия по безработице спасли 23,6 % семей от бедности по сравнению с 2 % в 2019 году.

### Жилье
Большинство израильтян живут в квартирах. По данным израильского центрального статистического бюро, 33 % проживают в трехкомнатных квартирах, 28 % — в четырёхкомнатных квартирах и 13 % — в пятикомнатных квартирах. Статистика CBS также показала, что 5 % живут в однокомнатных квартирах, в то время как только 0,6 % израильтян живут в домах с восемью и более комнатами. По данным ОЭСР, среднее количество комнат на человека составляет 1,1.
В 2014 году домовладение в Израиле составляло 67,3 % населения. Этот показатель уступал многим другим развитым и развивающимся странам, хотя все ещё выше, чем в некоторых других развитых странах, включая Соединённые Штаты, Францию и Германию. Жилье в стране, как известно, очень дорогое, дома стоят в среднем 148 месячных зарплат. В отчете за 2013 год было обнаружено, что количество домовладений заметно сократилось в период с 1997 по 2012 год. Многим израильтянам требуются ипотечные кредиты для покупки жилья, хотя ипотечные кредиты легко получить.

## Социальные классы

#### Богатый класс
В 2013 году Израиль занимал 10-е место в мире по доле миллионеров среди населения: 3,8 % домохозяйств владели активами, превышающими 1 миллион долларов, и восьмое место по доле домохозяйств, владеющих активами, превышающими 100 миллионов долларов.

#### Средний класс
В отчете Центра Тауба за 2014 год отмечается, что израильский средний класс делится на низший и высший средний классы с большим разрывом в доходах между ними. Низший средний класс, составляющий около 40 % населения, имеет ежемесячную заработную плату на душу населения в диапазоне от 1950 до 5000 шекелей. Представители высшего среднего класса, которые составляют около 29 % населения, имеют ежемесячную заработную плату на душу населения в диапазоне от 5100 до 12 540 шекелей.

#### Бедность
Оценки уровня бедности в Израиле различаются. Уровень бедности в Израиле обычно рассматривается как высокий по сравнению с другими развитыми странами, хотя утверждается, что уровень бедности значительно ниже, чем официально сообщается, из-за наличия в Израиле крупной подпольной экономики.
В отчете, опубликованном ОЭСР в 2016 году, Израиль назван страной с самым высоким уровнем бедности среди своих членов. Было обнаружено, что примерно 21 процент израильтян живут за чертой бедности — больше, чем в таких странах, как Мексика, Турция и Чили. В среднем по ОЭСР уровень бедности составляет 11 процентов.

## Городская жизнь
Израиль — сильно урбанизированная нация, 92 процента её населения проживает в городских районах. Чтобы получить статус города, муниципалитет должен иметь население не менее 20 000 человек. В настоящее время в Израиле 78 городов, и в 14 из них проживает более 100 000 человек. Другие городские муниципалитеты — это города. Городам в Израиле присваивается статус местного совета, если их население превышает 2000 человек.
В городских районах большинство жилых районов отделено от промышленных и коммерческих зон, а также в черте города есть многочисленные ухоженные парки и игровые площадки.

## Сельская жизнь
Израильтяне, живущие в сельской местности, в основном живут в кибуцах или мошавах. Кибуц — это коллективное сообщество, где жители работают на благо общества. Хотя многие кибуцы были приватизированы, жители обычно живут сообща. Кибуцы по большей части самодостаточны и имеют собственные школы.
Мошав также является коллективным сообществом, но земля делится между жителями, каждый из которых получает равное количество и должен выращивать свою собственную продукцию. Сообщество поддерживается коллективным налогом, который является равным для всех жителей, таким образом, хорошие фермеры оказываются в лучшем положении, чем плохие.
Мошава — это ещё один тип сельского сельскохозяйственного сообщества в Израиле, но, в отличие от кибуцев или мошавов, вся земля находится в частной собственности. А мошав шитуфи — это ещё один тип кооперативной деревни в Израиле, где все производство и услуги осуществляются коллективно, в то время как решения о потреблении остаются обязанностью отдельных домохозяйств.
Коммунальные поселения — это сельские или пригородные города, где все население организовано в кооператив и может наложить вето на продажу любого дома или собственности нежелательному покупателю, обычно работают за пределами города и должны платить лишь небольшой налог на имущество для поддержания города и его общественных объектов. Большинство домов — это дома на одну семью, хотя в некоторых есть квартиры. Из-за строгого процесса отбора при продаже недвижимости большинство жителей общинного поселения разделяют единую идеологию, религиозные взгляды, желаемый образ жизни, а некоторые принимают только молодые пары с детьми. Этот процесс отбора также ещё больше маргинализирует этнические меньшинства в Израиле, которым часто запрещено жить в этих поселениях.
В дополнение к ранее перечисленным населенным пунктам, которые признаны правительством Израиля, в сельской местности также есть непризнанные деревни. Жители этих деревень часто бедуины, которые являются коренными палестинцами и исторически вели полукочевой образ жизни. Поскольку их деревни непризнанны, они не имеют доступа к воде, электричеству, дорогам и формальному образованию. В качестве формы сопротивления израильской оккупации они создают свои собственные ресурсы и школы.